# Elinor Ostrom
Elinor Ostrom (7 tháng 8 năm 1933 – 12 tháng 6 năm 2012) là một nhà khoa học chính trị người Hoa Kỳ, là phụ nữ đầu tiên đoạt giải Nobel Kinh tế.

## Nghề nghiệp
Ostrom học đại học, cao học và tiến sĩ đều trong ngành khoa học chính trị và đều ở trường Đại học California tại Los Angels. Hiện bà là giáo sư khoa học chính trị của Đại học Indiana cơ sở Bloomington. Bà được công nhận là nhà nghiên cứu hàng đầu trong lĩnh vực quản lý các nguồn lực công cộng. Bà từng là Chủ tịch Hội Khoa học Chính trị Hoa Kỳ.

## Giải thưởng
Năm 2004 bà đoạtGiải John J. Carty cho thăng tiến Khoa học của Viện hàn lâm Khoa học quốc gia Hoa Kỳ. Năm 2009, bà Ostrom cùng Oliver E. Williamson được Viện Hàn lâm Khoa học Hoàng gia Thụy Điển tặng giải Nobel kinh tế vì những đóng góp quyết định của họ trong lý luận về quản lý nguồn lực chung. Bà trở thành phụ nữ đầu tiên chiếm giải Nobel về kinh tế. Trước khi nhận giải Nobel Kinh tế, bà đã nhận một số giải trong lĩnh vực khoa học chính trị, như giải Johan Skytte (năm 1999), giải James Madison (năm 2005), giải William H. Riker (năm 2008), và Tisch Civic Engagement Research Prize (năm 2009).

## Một số công trình chủ yếu
- Governing the Commons: The Evolution of Institutions for Collective Action Ostrom, Elinor, Cambridge University Press, 1990
- Institutional Incentives and Sustainable Development: Infrastructure Policies in Perspective Ostrom, Elinor, and Schroeder, Larry, and Wynne, Susan, Oxford: Westview Press, 1993
- Rules, Games, and Common Pool Resources Lưu trữ ngày 11 tháng 9 năm 2010 tại Wayback Machine Ostrom, Elinor, and Gardner, Roy, and Walker, James, Editors, Ann Arbor, University of Michigan Press, 1994
- with Crawford, Sue E. S., "A Grammar of Institutions." American Political Science Review 89, no.3 (tháng 9 năm 1995): 582–600.
- A Behavioral Approach to the Rational Choice Theory of Collective Action: Presidential Address, American Political Science Association, 1997. Ostrom, Elinor, The American Political Science Review 92(1): 1–22. 1998
- Trust and Reciprocity: Interdisciplinary Lessons for Experimental Research, Volume VI in the Russell Sage Foundation Series on Trust, Elinor Ostrom and James Walker, Editors, Russell Sage Foundation, 2003
- Understanding Institutional Diversity Ostrom, Elinor, Princeton, Princeton University Press. 2005.
- Understanding Knowledge as a Commons: From Theory to Practice Lưu trữ ngày 10 tháng 1 năm 2010 tại Wayback Machine Ostrom, Elinor and Hess, Charlotte, Editors, The MIT Press, Cambridge, Massachusetts, 2006.